# Austrorhynchus antarcticus
Austrorhynchus antarcticus är en plattmaskart som beskrevs av Artois, Vermin och Schockaert 2000. Austrorhynchus antarcticus ingår i släktet Austrorhynchus och familjen Polycystididae. Inga underarter finns listade i Catalogue of Life.